# Pierius
Pierius was een Romeinse generaal, in dienst van de Germaanse koning Odoaker. Hij was belast met verdediging van het noorden van Italië en gaf als zodanig leiding aan de grensgarnizoenen. 
In 483 bracht hij de Romeinse bevolking uit Noricum, bezuiden de Alpen, in Italië. 
Hij vocht mee tegen de Ostrogoten toen deze Italië binnenvielen en sneuvelde in de Slag aan de Adda.